# Турчанинов, Павел Дмитриевич
Павел Дмитриевич Турчанинов (псевдоним Лев Чёрный; 16 февраля 1878 — 29 сентября 1921) — российский политический деятель, анархо-индивидуалист, поэт.

## Биография
Родился в семье армейского полковника. Воспитывался в Черниговской, Орловской и Рославльской гимназиях, по окончании гимназии в июле 1899 года поступил на медицинский факультет Московского университета. Арестован 23 февраля 1901 года за участие в студенческих беспорядках выслан из Москвы в Рославль под надзор полиции на 3 года. Вместе с братьями Сергеем и Романом вошел в революционную организацию «Группа Рославльских Интеллигентов». За распространение нелегальной литературы среди крестьян арестован в мае 1902 года и заключен в Рославльскую тюрьму. С августа 1902 года по июль 1903 года находился в Смоленской тюрьме. В дальнейшем вместе с сестрой Марией проживает в Париже, работая в «Лиге анархистов».
Ввиду бедственного положения семьи после смерти отца, возвращается в Россию. Продолжает активно участвовать в движении анархистов — литературный и партийный псевдоним Лев Чёрный. Инициатор создания «Федерации работников умственного труда», издатель газеты «Клич», основатель и секретарь дискуссионного клуба «Дом Анархии» в Москве. Будучи секретарём Московской федерации анархистов, в 1918 способствовал созданию подпольной группы, а в 1919 сам присоединился к организации анархистов подполья.
Лев Чёрный неоднократно арестовывался по обвинению в антисоветской деятельности. За участие в составе «Чёрной гвардии» и «Анархистах подполья», которые взяли ответственность за взрыв в Леонтьевском переулке, Чёрный был арестован ЧК и приговорён к расстрелу, хотя Турчанинов лично к взрыву отношения не имел. Расстрелян во внутренней тюрьме ВЧК в составе девяти анархистов 29 сентября 1921 года.

## Взгляды
Лев Чёрный разработал доктрину ассоциационного анархизма на основе воззрений Прудона, Макса Штирнера, Такера и Ницше. В отличие от Штирнера, Турчанинов считал, что свобода заключается не в произволе эгоиста, а в признании суверенитета собственной личности наряду с такими же притязаниями других людей. По Чёрному, анархизм стремится к утверждению полной свободы, но не абсолютного произвола «Я», потому без некого договорного ограничения своевольных эгоистических устремлений не получится построить справедливое общество. Критикует Лев Чёрный и Прудона. Так, прудоновское желание возвратиться к мелкому кустарному производству — вредное ретроградство, ибо только крупная промышленность способна удовлетворить всё возрастающие потребности населения, к тому же существует тенденция к укрупнению производства.
Отзываясь негативно как к частной собственности, существующей при капитализме, так и к общественной собственности, за которую ратовали коммунисты, русский анархист предложил свой вариант — все средства производства после революции передать ассоциациям — договорным объединениям людей, заинтересованным в производстве той или иной продукции: «Например, чтобы табачные фабрики принадлежали не всем, а только курильщикам…; чтобы бойни принадлежали мясоедам, а парники с разной зеленью вегетарианцам и т. д.». Координацию экономики ассоциаций нужно вверить специальным посредническим бюро, которые обязуются без притязаний на власть собирать и распределять все заявки на сырьё, материалы и готовые изделия, сводить заказчиков с производителями, создавать большие промышленные товарищества. Любой член общества может вступить в несколько ассоциаций сразу, получив в свою долю ассоциационной собственности в каждой из них, но эта доля считается не в деньгах, а в трудовом эквиваленте. Пай собственника в ассоциации будет зависеть как от размера потребностей, так и от объёма труда, выполняемого членом ассоциации по договору. По мнению Льва Чёрного, такое народное хозяйство будет лишено кризисов перепроизводства и конкуренции, поскольку в ассоциационном анархизме товары предназначены не для розничной торговли, а для непосредственного удовлетворения спроса. «В этих условиях участники производственного процесса — это не самостоятельные хозяйчики, дерущиеся из-за прибылей и ведущие наугад производство без всякого компаса, а ассоциационеры, работающие друг на друга по договору».
Турчанинов противопоставляет государству анархию — «политическую ассоциацию, характеризующуюся отсутствием принудительной власти». Даже представительные демократии, например, либеральная или социал-демократическая, не дают максимальной свободы, потому что навязывают индивидам регламентацию во имя исполнения общеобязательных решений, принятых простым или квалифицированных большинством. К примеру, если большинство в обществе захочет воевать, то гражданин демократии обязан отправиться на войну, сколь бы убеждённым пацифистом он ни был. Демократ может быть не в восторге от выборных судей, но по первой повестке обязан прибыть в суд. По Льву Чёрному, демократия «стоит на полдороге к анархии, которая является её идеологическим переделом». В анархии же индивид по максимуму реализует свою волю, «право на творчество своей политической жизни». Против принципа насильственного обобществления воль в государстве теоретик анархизма предлагает принцип ассоциациирования — добровольной комбинации воль индивидуумов. «Все политические вопросы каждый решает сам за себя, и так как одни и те же цели преследуют многие, то для их осуществления образуются ассоциации: … военные, боевые, образовательные, финансовые». Подобная самоорганизация, во-первых, избавит человеческое общежитие от этических проблем принуждения, а во-вторых, благодаря исчезновению материальных издержек на содержание государственного аппарата позволит увеличить благосостояние и культуру в народе.

## Сочинения
- Новое направление в анархизме: Ассоциационный анархизм. — Нью-Йорк, 1923;
- О классах. — М., 1924.

## В культуре
Упоминается в романе Бориса Акунина «Не прощаюсь» из цикла про Фандорина.
Упоминается в романе Алексея Толстого «Хождение по мукам» - книга «Хмурое утро» глава 11.